# Louisville, Kentucky
Louisville ( je največje mesto v ameriški zvezni državi Kentucky in središče Okrožja Jefferson. Ocena prebivalstva iz leta 2007 je 709.264 prebivalcev (združenega mesta; statistične regije 557.789), ter louisvillškega velemestnega področja 1.233.735 prebivalcev. Louisville je najbolj znan kot gostitelj »dveh najbolj razburljivih minut v športu«, Kentuckyjskemu derbyju, konjeniški dirki za trojno krono čistokrvnih jahalnih konjev.